# Мекленбург-Передняя Померания
Ме́кленбург-Пере́дняя Помера́ния (нем. Mecklenburg-Vorpommern, произношениео файле) — земля ФРГ, возникшая в 1945 году и воссозданная в 1990 году, как объединение исторических областей Мекленбурга и Западной (Передней) Померании (Поморья).
В силу действия географических факторов и особенностей исторического развития эта федеральная земля с населением около полутора миллионов человек представляет собой наименее населённую из всех земель современной Германии. Длительное время эти земли были населены славянами, давшими части этой территории название от славянского «Поморье» — Померания.

## География

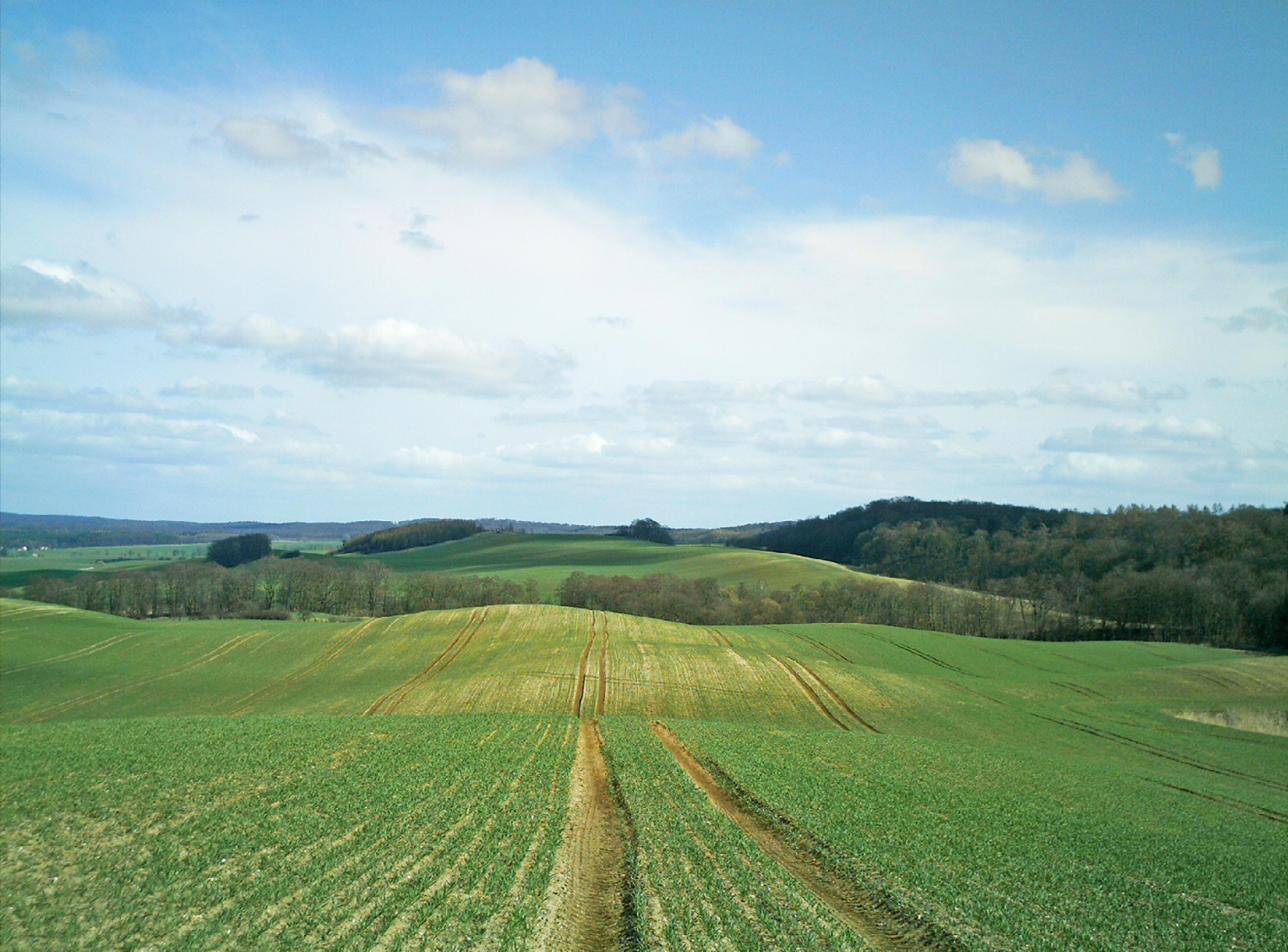

Земля находится на северо-востоке Германии, имеет выход в Балтийское море. На территории земли большое количество озёр, крупнейшее из которых Мюриц — 117 км².
К Мекленбургу-Передней Померании принадлежит самый большой в Германии остров — Рюген, знаменитый своими меловыми скалами.
Всего в Мекленбурге-Передней Померании 270 природных и ландшафтных заповедников, 3 национальных парка.

## История
В мезолит, с 8 тысячелетия до н. э. начинается заселение местности племенами, жившими в условиях родового строя и промышлявших охотой, рыболовством и собирательством, селившихся преимущественно по берегам рек и озёр. Около 3500 до н. э. во времена раннего каменного века (неолита) люди переходят к земледелию и скотоводству. После них во множестве остались мегалиты (каменные захоронения). В бронзовый век (около 1600 до н. э.) интенсивно развиваются ремёсла и торговля, в том числе объектами роскоши (например — янтарём). В это же время началось каботажное судоходство.
С начала нашей эры эту местность заселяли славянские племена. С конца II—III веках н. э. эти племена разделяются на бодричей на западе, лютичей — на востоке и руян — на острове Руяне (ныне о. Рюген). В целом эти племена объединялись под общим названием поморские славяне или поморяне, давшие историческое название этой местности как Померания (Поморье) и говорившие на лехитской подгруппе западнославянских языков.
Длительное время эти земли были населены славянскими племенами, переход которых к новым формам ведения сельского хозяйства приблизительно совпал с началом экспансии германцев, которая началась с возглавлявшегося Генрихом Львом крестового похода против языческого населения славян.

И хотя в течение нескольких сотен лет славянская знать составляла значительную долю общего числа владельцев феодальных поместий, эти земли рассматривались немцами не как государственные территории с более или менее установившимися взаимоотношениями между жителями, а как колонии с весьма неопределённым статусом их жителей. Это обстоятельство в сильной степени снижало заинтересованность основной массы населения в налаживании хозяйства и совершенствовании методов его ведения. Ещё в начале XIX века здесь существовало крепостное право, а власть на местах принадлежала помещикам — юнкерам, наследникам старой феодальной знати. Бисмарк так говорил об этой земле: 
«Когда наступит конец света, то я перееду в Мекленбург, потому, что там происходит всё на 50 лет позже».

(«Wenn die Welt untergeht, so ziehe ich nach Mecklenburg, denn dort geschieht alles 50 Jahre später». Bismarck.)
И перед Первой мировой войной Мекленбург был единственной из территорий страны, где продолжало действовать законодательство, сохранившееся с XVIII века.
Тяжёлым ударом для экономики земли был конец Второй мировой войны, когда сюда направился многомиллионный поток беженцев, спасающихся от наступающей Красной Армии. В годы существования ГДР здесь возникли новые промышленные предприятия и появилась работа, но после объединения Германии многие из них как технически устаревшие и опасные в экологическом смысле были снова закрыты. Серьёзные проблемы в экономике и общественной жизни существуют в федеральной земле и в настоящее время.
Хронология событий
929 год. Захватнические походы императора Генриха Первого. Подчинение славян.
946 год. Оттон Великий основывает епископство Хавельберг.
955 год. Оттон Первый побеждает ободритов в битве при Раксе в будущем Мекленбурге. Тем не менее, только что основанные Бранденбургское и Хафельбергское епископства действуют очень неэффективно.
983 год. Обширное восстание славян к востоку от Эльбы. Эти епископства разрушены. Гамбург разграблен. Граница империи вновь смещается на Эльбу.
995 год. Первое упоминание в одном из документов Оттона Третьего Михеленбурга (к югу от будущего Висмара). В следующем году его крепостное укрепление становится тем, что даёт название Земле.
1128 год. Епископ Оттон Бамбергский во время своего второго миссионерского похода (первый состоялся в 1124 году) посещает Деммин, Вольгаст и Узедом и проводит систематизированную христианизацию.
1143 год. Граф Адольф фон Шауенбург фон Хольштейн основывает Любек.
1147 год. В этом году Генрих Лев начинает Крестовый поход против славян. Вождь ободритов Никлот погибает в 1160 году при вылазке из своего замка.
Около 1150 года. Организация, совместно с политическим завоеванием, первых монастырей, в том числе бенедиктинского.
1150 год. Северонемецкие города создают своё торговое представительство в Великом Новгороде.
1160 год. Основание Генрихом Львом первого на новых землях города — Шверина.
В 1164 году в битве при Ферхене сын Никлота Прибислав, князья Померании Богуслав I и Казимир I терпят поражение от Генриха Льва и его союзника датского короля Вальдемара Первого. Князь Прибыслав принимает христианство и при крещении, в 1167 году, приобретает значительную часть Мекленбурга от Генриха Льва в ленное владение. При этом он основывает династию, которая правит Мекленбургом до 1918 года. В Шверине создаётся епископство.
1168 год. Датский король Вальдемар Первый совместно с епископом Авессаломом из Роскильды завоёвывают на острове Рюген Яромарсбург и разрушают святилище бога Святовита. Князь Яромар Первый становится вассалом датского короля.
1181 год. Император Фридрих Первый даёт Богуславу Первому Померанию в ленное владение.
1227 год. После победы коалиции северогерманских князей и городов под Борноведом заканчивается начавшееся в 1184 году датское владычество над Померанией.
1229 год. Умирает последний славянский князь Генрих Борвин Второй. После него линия Мекленбургов разделяется на четыре ветви правнуков Прибышлава: С 1216 года фон Пархим, 1314 года фон Росток и 1436 года фон Гюстров, к которым присоединены были земля Старгард и в 1358 году графство Шверин.
1293 год. Росток, Висмар и Любек организуют союз для защиты судоходства, ставший предпосылкой Ганзейского союза.
1325 год. Смерть Вацлава Третьего. С ним пресекается род руянских князей. Остров переходит во владение герцогского Поммерн-Вольгаст дома.
1348 год. Император Карл Четвёртый наделяет своих сыновей Генриха Второго, Альбрехта Второго и Иоганна титулом герцогов Мекленбурга.
1370 год. После мира в Штральзунде датский король Вальдемар Четвёртый отказывается от своих владений. Ганза достигает пика своего влияния.
1419 год. Основан университет в Ростоке («Die Leuchte des Nordens»), ставший первым в северной Европе высшим учебным заведением.
1456 год. Основан университет в Грайфсвальде.
1471 год. Умирает Герцог Ульрих из Старгарда. Земля отходит к герцогу Генриху Четвёртому из Шверина, Мекленбург снова объединяется.
1534 год. На ландтаге в Трептове принято решение принять протестантскую веру как государственную религию Померании.
1621 год. Разделение Мекленбурга на Мекленбург-Шверин и Мекленбург-Гюстров.
1628 год. Император Фердинанд Второй смещает в ходе тридцатилетней войны герцогов Мекленбурга за то, что они совместно с датчанами выступили против него. И назначает герцогом Альбрехта Валленштейна (до 1650 года), который имел резиденцию в Гюстрове.

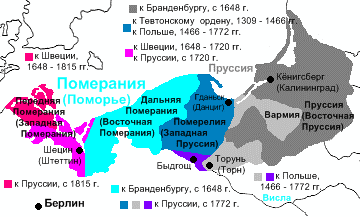
Померания, Западная и Восточная Пруссия

1648 год. На основании Вестфальского договора шведы получают Висмар и остров Пёль, а также Переднюю Померанию с Штральзундом и остров Рюген. Население сильно поредело, но осталось крепостное право.
1669 год. Последний съезд Ганзейского союза, в котором участвовал наряду с Любеком только Росток.
1716—1717. Мекленбург-Шверин был завоёван Российской империей.
1720 год. Первый совместный ландтаг обоих Мекленбургов.
1793 год. По инициативе герцога Фридриха Франца Первого открывается первый в Германии морской курорт Хайлигендамм.
1803 год. Шведы арендуют на 100 лет город Висмар на основании договора в Мальмё. Поскольку в 1903 году платежи не поступили, остров окончательно отошёл к Германии.
1806 год. Шведский король Густав IV Адольф отменяет крепостное право в Передней Померании и вводит в действие шведскую конституцию.
1815 год. На основании решений Венского конгресса титул великого герцога от владетелей Мекленбург-Шверина и Мекленбург—Штрелиц отобран. Шведская часть Передней Померании и Рюген отходят Пруссии. Собственно Померанская территория превращается в Провинцию Померания (округа с городами Штральзунд, Штеттин и Кошалин) А Передней Померанией стала называться территория восточнее Одера.
1820 год. Отмена крепостного права в обоих Мекленбургах.
1847 год. Начинается строительство железнодорожной линии Соединившей Мекленбург и Переднюю Померанию.
1871 год. Оба Мекленбурга входят в состав кайзеровской Германии.
1919 год. Оба Мекленбурга становятся буржуазно-демократическими свободными государствами (bürgerlich-demokratische Freistaaten).
1934 год. Оба Мекленбурга сливаются в землю Мекленбург (Land Mecklenburg).
1942 год. опустошительные бомбардировки союзниками Ростока, Штральзунда и Висмара.
1945 год. Советская армия занимает Мекленбург и западную часть Передней Померании и на основании договора с союзниками создаётся земля Мекленбург-Передняя Померания (das Bundesland Mecklenburg-Vorpommern), которая с 1947 года называется просто землёй Мекленбург с административным центром в Шверине.
1949 год. Земля Мекленбург (Мекленбург-Передняя Померания) стала частью нового государства Германская Демократическая Республика
1952 год. Земля Мекленбург (Мекленбург-Передняя Померания) упразднена, её территория была преобразована в три округа: Нойбранденбург, Росток и Шверин.
1953 год. Национализация сотен частных пансионов и отелей по указанию СЕПГ.
1978—1979 гг. Рюген переживает природную катастрофу 28-29 декабря и 13-14 февраля: выпавший при ураганном ветре снег достигает высоты 6 м. Отрезанные от жизни деревни снабжаются только по воздуху.
1990 год. 18 марта. Упразднение ГДР. Воссоздание земли Мекленбург-Передняя Померания со столицей в Шверине в составе ФРГ.
1995 год. Празднование тысячелетия земли.
2002 год. Старые районы Штральзунда и Висмара вносятся в Список Всемирного наследия ЮНЕСКО.
2011 год. На автобане A19 неподалёку от Кафельсторфа (южнее от города Ростока) произошло крупнейшие в истории земли дорожно-транспортное происшествие. В результате столкновения более 80 легковых автомашин и трёх грузовиков погибло восемь человек. 131 человек получили ранения различной степени тяжести. 44 человека доставлены в больницы.

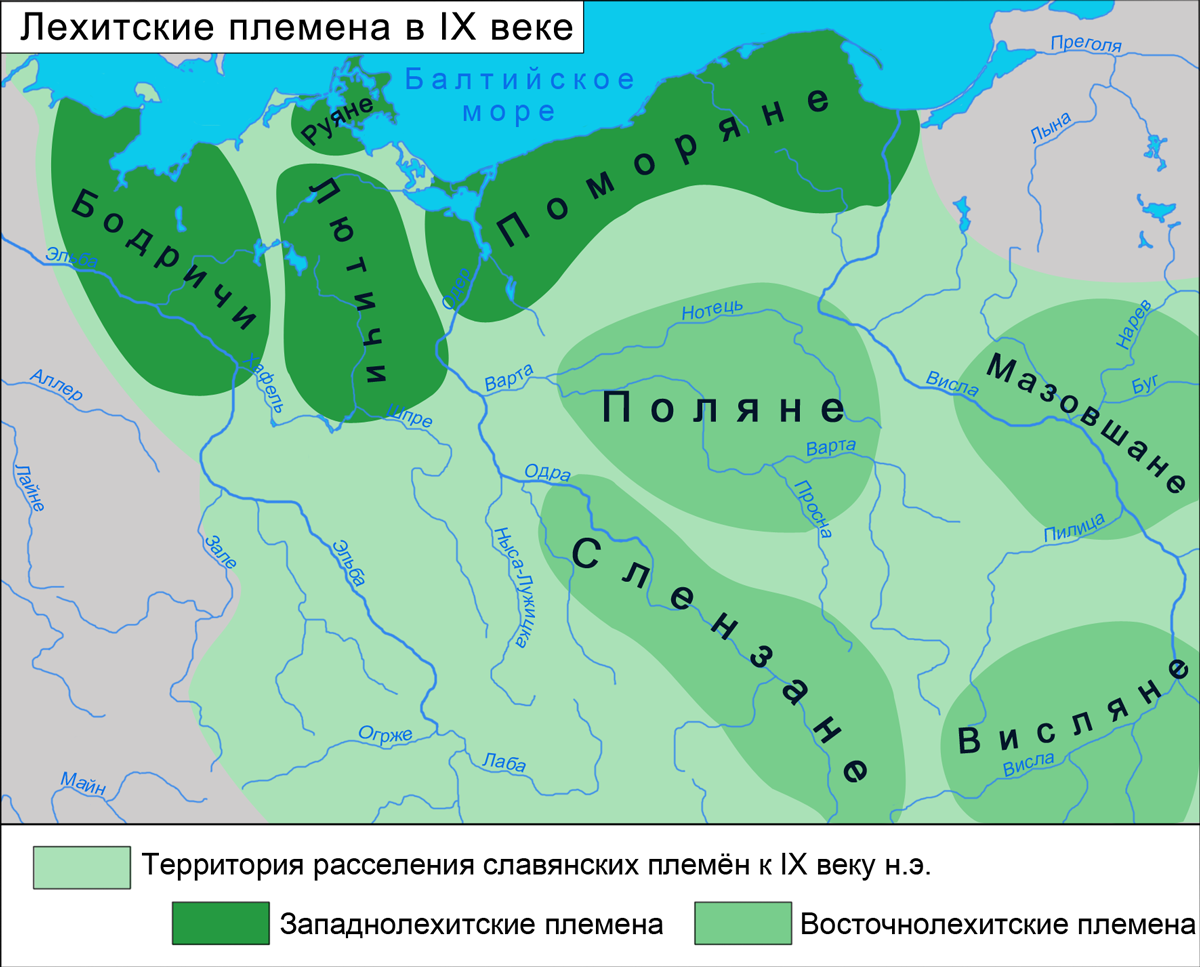
Карта расселения поморских славян в IX веке
Карта земли Мекленбург-Передняя Померания с условной границей двух одноимённых исторических областей
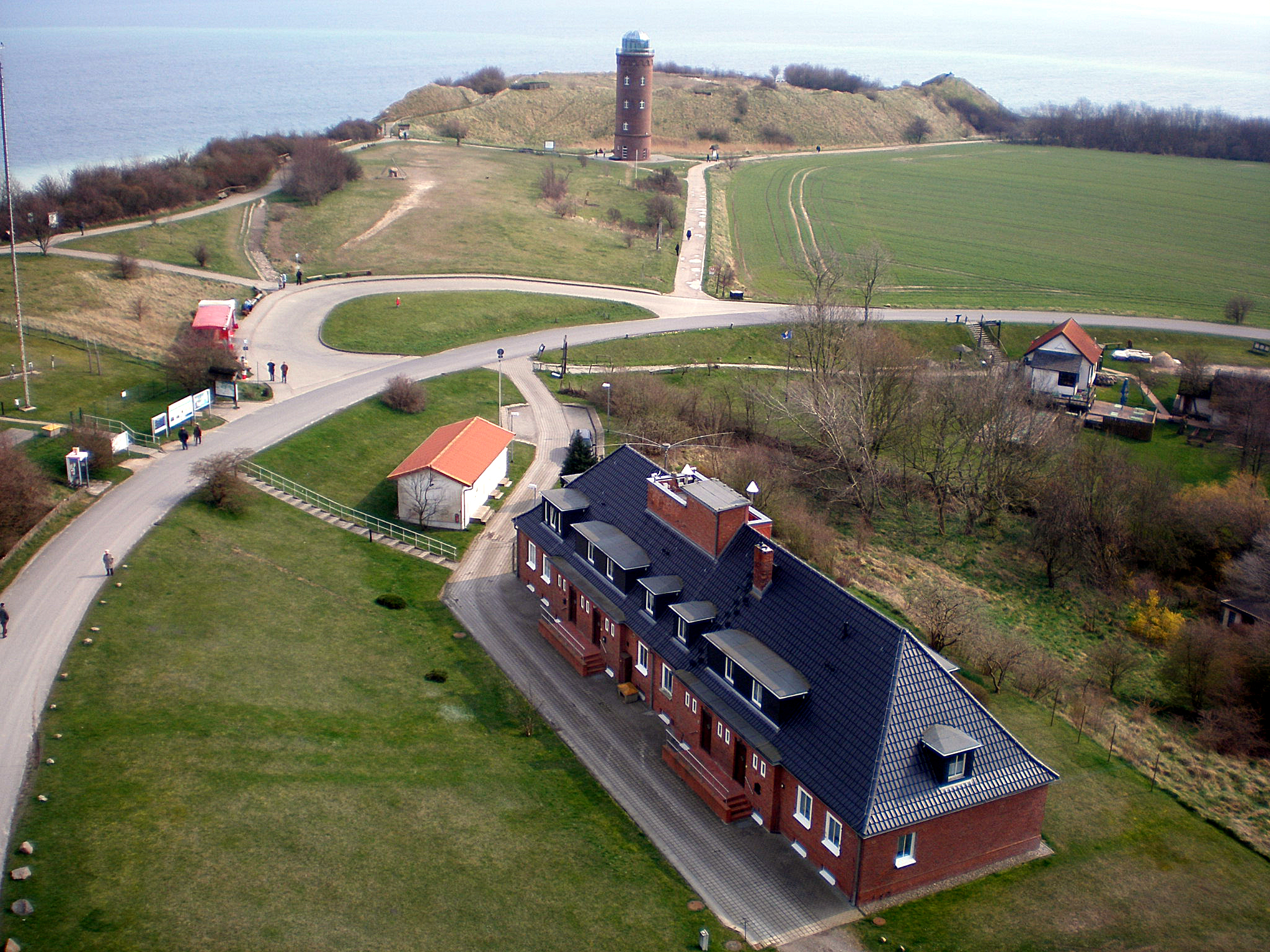
Вид на остатки Яромарсбурга
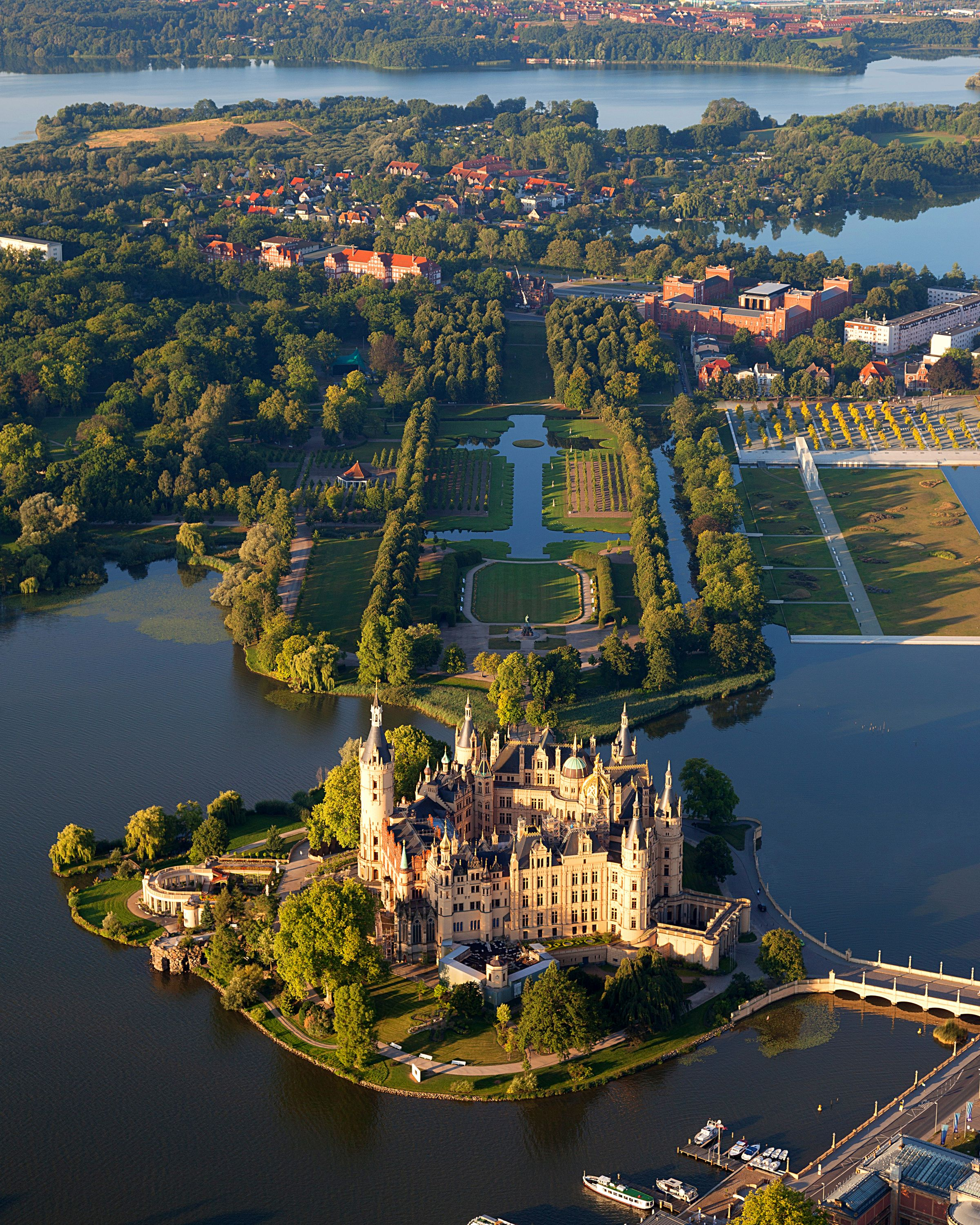
Шверинский замок
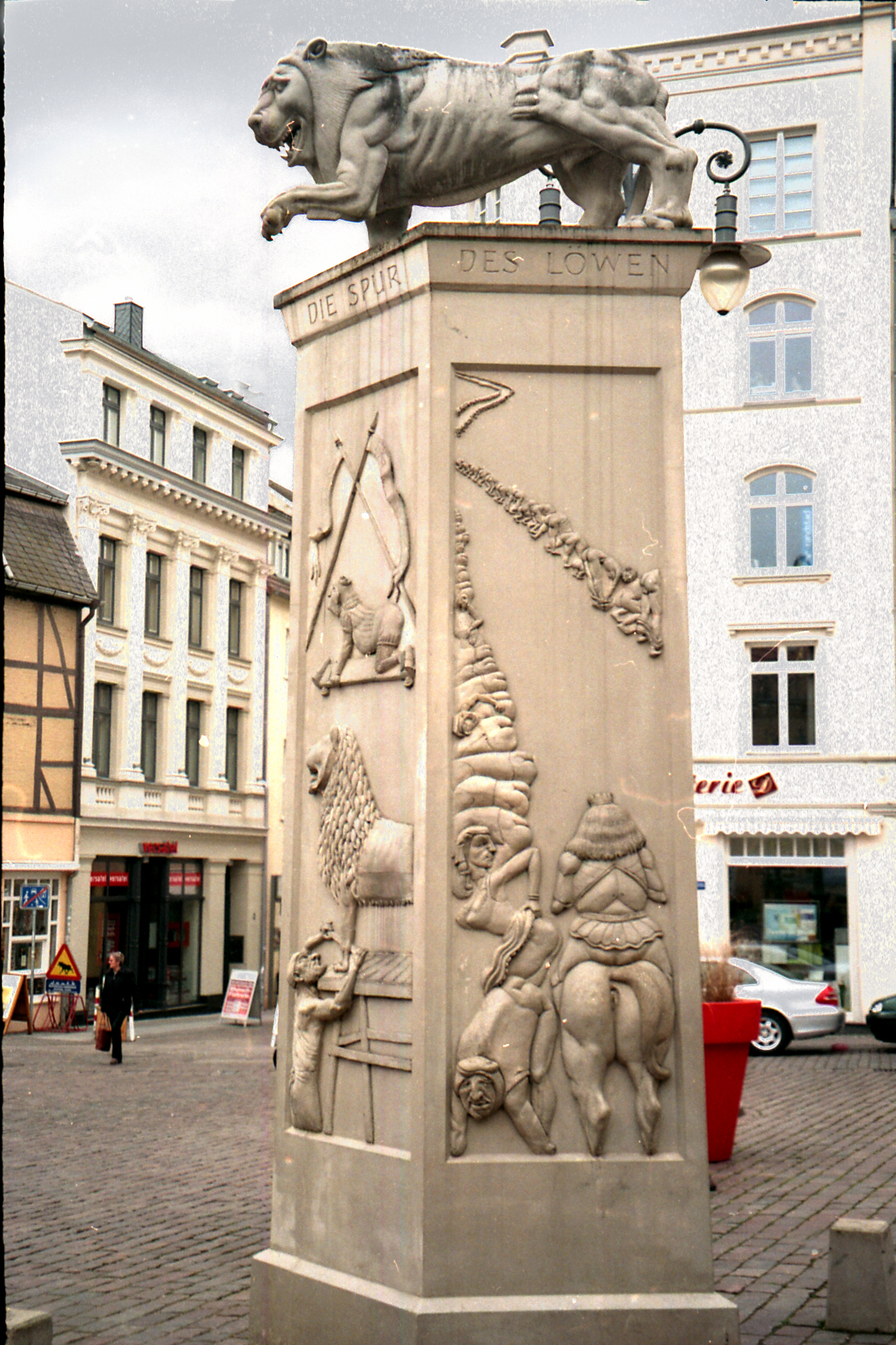
Памятник Генриху Льву и его деяниям

## Политика
Законодательный орган — ландтаг Мекленбурга-Передней Померании (Landtag Mecklenburg-Vorpommern), избираемый населением, исполнительный орган — Земельное правительство Мекленбурга-Передней Померании (Landesregierung von Mecklenburg-Vorpommern), избираемое ландтагом, состоящее из премьер-министра земли Мекленбург-Передняя Померания (Ministerpräsidenten des Landes Mecklenburg-Vorpommern) и министров земли Мекленбург-Передняя Померания, орган конституционного надзора — Земельный конституционный суд Мекленбурга-Передней Померании (Landesverfassungsgericht Mecklenburg-Vorpommern), высшая судебная инстанция — Высший земельный суд Ростока (Oberlandesgericht Rostock), высшая судебная инстанция административной юстиции — Высший административный суд Мекленбурга-Передней Померании (Oberverwaltungsgericht Mecklenburg-Vorpommern).
После 10 лет пребывания на своём посту премьер-министр федеральной земли Мекленбург-Передняя Померания Харальд Рингсторфф 3 октября 2008 года объявил о своей отставке. 6 октября 2008 года в Шверине на партийном собрании местной организации СДПГ был избран преемник Рингсторффа — Эрвин Зеллеринг.

Административная карта земли Мекленбург-Передняя Померания до 2011 года

По результатам выборов 4 сентября 2016 года состав ландтага был сформирован из представителей следующих партий:
1. СДПГ — 26 мест
2. Альтернатива для Германии — 18 мест
3. ХДС — 16 мест
4. Левая — 11 мест[6].

## Административное деление
Земля Мекленбург-Передняя Померания делится на 6 земельных районов (нем. Landkreis) и 2 внерайонных (приравненных к районам) города (нем. Kreisfreie Stadt), районы делятся на города (нем. Stadt) и общины (нем. Gemeinde), крупные города делятся на местные кварталы (нем. Ortsteil).

### Районы и внерайонные города
| Статус            | Герб | Название по-русски             | Название по-немецки         | Индекс автомобильных номеров Германии        | Площадь (км²) | Население (по состоянию на 31 декабря 2022 г.) | Административный центр |
| ----------------- | ---- | ------------------------------ | --------------------------- | -------------------------------------------- | ------------- | ---------------------------------------------- | ---------------------- |
| Район             |      | Людвигслуст-Пархим             | Ludwigslust-Parchim         | LUP, HGN, LBZ, LWL, PCH, STB                 | 4 766,76      | 214 161                                        | Пархим                 |
| Район             |      | Мекленбургское Поозёрье        | Mecklenburgische Seenplatte | MSE, AT, DM, MC, MST, MÜR, NZ, RM, WRN, (NB) | 5495,59       | 259 568                                        | Нойбранденбург         |
| Район             |      | Передняя Померания-Грайфсвальд | Vorpommern-Greifswald       | VG, ANK, GW, PW, SBG, UEM, WLG, (HGW)        | 3 945,64      | 237 355                                        | Грайфсвальд            |
| Район             |      | Передняя Померания-Рюген       | Vorpommern-Rügen            | VR, GMN, NVP, RDG, RÜG, (HST)                | 3 216,19      | 227 683                                        | Штральзунд             |
| Внерайонный город |      | Росток                         | Rostock                     | HRO                                          | 181,36        | 209 920                                        |                        |
| Район             |      | Росток                         | Rostock                     | LRO, BÜZ, DBR, GÜ, ROS, TET                  | 3431,22       | 220 807                                        | Гюстров                |
| Район             |      | Северо-Западный Мекленбург     | Nordwestmecklenburg         | NWM, GDB, GVM, WIS, (HWI)                    | 2127,06       | 160 288                                        | Висмар                 |
| Внерайонный город |      | Шверин                         | Schwerin                    | SN                                           | 130,52        | 98 596                                         |                        |

### История административного деления
В рамках ГДР, в 1952—1990 годах территория современной Мекленбург-Передней Померании представляла собой три округа: Нойбранденбург, Росток и Шверин.
С 1991 до 2011 гг. новообразованная земля включала 12 земельных районов и 6 внерайонных городов. С 4 сентября 2011 года их количество сократилось до 6 и 2 соответственно.
Районы до 2011 года:
| | |
| 1. Бад-Доберан, 2. Восточная Передняя Померания, 3. Гюстров, 4. Деммин, 5. Иккер-Рандов, 6. Людвигслуст, 7. Мекленбург-Штрелиц, | 1. Мюриц, 2. Пархим, 3. Росток, 4. Рюген, 5. Северная Передняя Померания, 6. Северо-Западный Мекленбург |

Внерайонные города до 2011 года:
1. Грайфсвальд,
2. Нойбранденбург,
3. Росток,
4. Шверин,
5. Штральзунд
6. Висмар,

### Местные органы государственной власти
Представительные органы районов — крейстаги (нем. Kreistag), избираемые населением, состоящие из членов крейстага (Kreistagsmitglieder), избирающие из своего состава президента крейстага (Kreistagspräsident), исполнительную власть в районах осуществляют ландраты (Landrat).
Представительные органы городов — городские представительства ('Stadtvertretung), избираемые населением, состоящие из городских представителей (Stadtvertreter), избирающие из своего состава старосту городских представителей (Stadtvertretervorsteher), исполнительную власть в городах осуществляют обер-бургомистры (Oberbürgermeister).
Представительные органы общин — общинные представительства (Gemeindevertretung), избираемые населением, состоящие из общинных представителей (Gemeindevertreter), избирающие из своего состава председателя городского представительства (Vorsitzender der Gemeindevertretung), исполнительную власть в общинах осуществляют бургомистры (bürgermeister).
Представительные органы местных частей — местные частные представительства (Ortsteilvertretung), исполнительные органы — местные старосты (Ortsvorsteher).

## Регионы-побратимы
Мекленбург-Передняя Померания имеет партнёрские отношения с:
- Польша: Западно-Поморское воеводство
- Польша: Поморское воеводство
- США: округ Мекленберг
- Финляндия: Турку
- Россия: Ленинградская область
- Франция: Пуату — Шаранта
- Нидерланды: Гронинген
- Нидерланды: Фрисландия
- Нидерланды: Дренте

## Религия
Большинство верующих — лютеране, крупнейшая лютеранская деноминация — Евангелическо-Лютеранская Церковь в Северной Германии (Evangelisch-Lutherische Kirche in Norddeutschland).
Подавляющая часть населения внеконфессиональна. 17,3 % населения земли Мекленбург-Передняя Померания относят себя к Евангелической церкви и 3,3 % к Католической церкви (согласно статистике Евангелической церкви Германии по состоянию на 2011 год).

## Население
| Год  | Численность |
| ---- | ----------- |
| 1990 | 1,906,710   |
| 2001 | 1,759,877   |
| 2011 | 1,609,982   |
| 2022 | 1,570,817   |

## Экономика
В федеральной земле выращивают зерновые культуры, рапс, картофель. Приносит доходы рыболовство. Развиваются предприятия строй-индустрии, пищевой промышленности, деревообработки.
- Задолженность: 6,170 € на душу населения (2002)
- Общая задолженность: 10,8 миллиардов € (2002)

## Туризм
Свыше 10 млн туристов ежегодно посещают Мекленбург.

## Культура
В бывших ганзейских городах сохранились и ныне реставрируются бесчисленные памятники средневековой архитектуры, например Шверинский замок с 300 башнями и башенками — бывшая резиденция великих герцогов Мекленбурга-Шверина. В этом городе особый интерес представляет Государственный художественный музей с богатой коллекцией голландской и фламандской живописи XVII века и собор. Хорошо сохранились средневековые оборонительные сооружения в Нойбранденбурге.